# Violturako
Violturako (latin: Musophaga violacea) er en turakoart.
Violturakoer lever i Vestafrika i et meget stort område fra Senegal til Nigeria, samt i en isoleret bestand mellem Tchad og Den Centralafrikanske Republik. Den foretrækker tropiske savanner, vådområder og skove. IUCN kategoriserer arten som ikke truet.